# Ziyadlı
Ziyadlı är en ort i Azerbajdzjan.   Den ligger i distriktet Samux Rayonu, i den västra delen av landet, 300 km väster om huvudstaden Baku. Ziyadlı ligger 265 meter över havet och antalet invånare är 2 091.
Terrängen runt Ziyadlı är lite kuperad. Runt Ziyadlı är det tätbefolkat, med 913 invånare per kvadratkilometer.. Närmaste större samhälle är Ganja, 9,4 km söder om Ziyadlı.
Trakten runt Ziyadlı består till största delen av jordbruksmark.